# Vela en los Juegos Suramericanos de 2014: Láser Radial Damas
La competencia de Vela Láser Radial Damas en Santiago 2014 se llevó a cabo entre los días 12 y 17 de marzo de 2014 en el Club de Yates Higuerillas de Concón. Participaron 9 veleristas.

## Resultados
| #                 | Velerista          | Regata 1 | Regata 2 | Regata 3 | Regata 4 | Regata 5 | Regata 6 | Regata 7 | Regata 8 | Regata 9 | Regata 10 | Regata 11 | Total |
| ----------------- | ------------------ | -------- | -------- | -------- | -------- | -------- | -------- | -------- | -------- | -------- | --------- | --------- | ----- |
| Medalla de oro    | Cecilia Carranza   | 1        | 2        | 4        | 2        | 2        | 1        | D        | 4        | 1        | 1         | C         | 18    |
| Medalla de plata  | Lucía Falasca      | 2        | 1        | 8        | 3        | 5        | 3        | 1        | 1        | 3        | 5         | C         | 24    |
| Medalla de bronce | Fernanda Demetrio  | 3        | 4        | 9        | 1        | 1        | 2        | 4        | 3        | 4        | 2         | C         | 24    |
| 4                 | Paloma Schmidt     | 1        | 3        | 5        | 8        | 3        | 6        | 2        | 6        | 2        | 4         | C         | 39    |
| 5                 | Daniela del Valle  | 7        | 5        | 1        | 7        | D        | 4        | 7        | 2        | 5        | 3         | C         | 41    |
| 6                 | Caterina Romero    | 5        | 7        | 3        | 6        | 4        | 7        | 3        | 7        | 8        | 6         | C         | 48    |
| 7                 | Arantza Gumucio    | 4        | 8        | 2        | 5        | 6        | 8        | 5        | 8        | 7        | 8         | C         | 53    |
| 8                 | María José Poncell | 6        | 9        | 7        | 4        | 7        | 9        | 6        | 5        | 6        | 7         | C         | 53    |
| 9                 | Dolores Moreira    | 8        | 6        | 9        | 9        | 8        | 9        | 8        | 9        | 9        | NT        | C         | 72    |

C: Regata Cancelada; D: Descalificada; NT: No termina